# Никола Влашић
Никола Влашић (4. октобар 1997) хрватски је фудбалер који игра на позицији офанзивног везног играча. Тренутно наступа за Торино и репрезентацију Хрватске.
Брат је познате хрватске атлетичарке Бланке Влашић.